# Marco Olmo
Marco Olmo (Alba, 8 ottobre 1948) è un ultramaratoneta italiano, vincitore di numerosi ultra trail. È tesserato per la società Atletica Roata Chiusani.

## Biografia

### Carriera
Marco Olmo ha intrapreso l'attività podistica a 27 anni. Dopo un periodo passato a gareggiare nella corsa in montagna e nello scialpinismo, all'età di quarant'anni ha iniziato ad affrontare competizioni estreme nel deserto africano, quali la Marathon des Sables, 230 km in autosufficienza alimentare nel deserto marocchino, la Desert Cup (168 km nel deserto giordano), la Desert Marathon in Libia e la Maratona dei 10 Comandamenti (156 km sul Monte Sinai). Ha gareggiato in Martinica nel Tchimbe-Raid, dove si è piazzato quinto, e ha partecipato anche alla Badwater Ultramarathon nel deserto della California: 135 miglia non-stop tra la Valle della Morte e le porte del Monte Whitney che si corrono con temperature che superano i 126 °F (circa 52 °C).
A 58 anni nel 2006 è diventato Campione del Mondo vincendo l'Ultra Trail du Mont Blanc: 167 km attraverso Francia, Italia e Svizzera oltre 21 ore di corsa ininterrotta attorno al massiccio più alto d'Europa. Nel 2007 vince ancora la gara.
Ha vestito la maglia azzurra in due occasioni: nel 2002 per partecipare alla 24 ore di corsa a Gravigny in Francia classificandosi 23º (199 km 931m), e nel 2009 in occasione del Campionato del Mondo IAU individuale di UltraTrail a Serre Chevalier sulle alpi francesi; ottenendo un 14º posto in classifica generale e arrivando 1º nella categoria veterani. 
Nel 2016 vince in Bolivia l'Ultra Bolivia Race: quasi 170 km in 6 tappe nel deserto boliviano attorno ai 4000 m di altitudine.

### Vita privata
Marco Olmo è diventato vegetariano a 37 anni per scelta salutistica. Poi l'essere vegetariano si è trasformato per lui – come ha dichiarato – in una filosofia di vita: «è diventato una forma di religione, un modo di vedere con occhi diversi il mondo. Un animale per me non è un pasto, ma un essere vivente. E con il vegetarianesimo si risolverebbe gran parte della tragedia della fame nel mondo».

## Palmarès
- 1996:
  - Marathon des Sables (Marocco) 3º
- 1997:
  - Marathon des Sables (Marocco) 3º
- 1998:
  - Desert Marathon (Libia) 1º
  - Marathon des Sables (Marocco) 4º
- 1999:
  - Desert Marathon (Libia) 1º
  - Marathon des Sables (Marocco) 3º
  - Verdon trail (Francia) 1º
- 2000:
  - Desert Marathon (Libia) 1º
  - Marathon des Sables (Marocco) 7º
  - Verdon trail Francia 3º
  - Desert Cup (Giordania) 1º
- 2001:
  - Desert Cup (Giordania) 1º
  - Gran Raid du Cro-Magnon (Italia - Francia) 1º
- 2002:
  - Desert Cup (Giordania) 1º
  - Gran Raid du Cro-Magnon (Italia - Francia) 1º
  - Marathon des Sables (Marocco) 4º
- 2003:
  - Desert Cup (Giordania) 1º
  - Marathon des Sables (Marocco) 6º
  - Gran Raid du Cro-Magnon (Italia - Francia) 1º
- 2004:
  - Gran Raid du Cro-Magnon (Italia - Francia) 1º
  - Marathon des Sables (Marocco) 7º
- 2005:
  - Gran Raid du Cro-Magnon (Italia - Francia) 1º
  - Ultra Trail du Mont Blanc (Francia) 3º
  - Marathon des Sables (Marocco) 8º
- 2006:
  - Ultra Trail du Mont Blanc (Francia) 1º
  - Marathon des Sables (Marocco) 11º
  - Gran Raid du Cro-Magnon (Francia) 1º
- 2007:
  - Gran Trail Valdigne (Italia) 1º
  - Ultra Trail du Mont Blanc (Francia) 1º
  - Via Marenca (Italia) 1º
  - Le Porte di Pietra (Italia) 1º
  - Chaberton Marathon (Francia - Italia) 1º
  - Winter Eco Trail (Italia) 3º
  - Marathon des Sables (Marocco) 11º
- 2008:
  - Le Porte Di Pietra (Italia) 3º
  - Oman Raid (Oman) 1º
  - Gran Trail Rensen (Italia) 3º
  - Transgrancanaria (Spagna) 1º
  - Marathon des Sables (Marocco) 9º
  - Grand Raid "Diagonale des fous" (Isola della Réunion) Abbandono
- 2009:
  - Transvulcania (Spagna) 3º
  - Racing The Planet (Namibia) 3
  - Marathon des Sables (Marocco) 12º
- 2010:
  - Grand Raid del Sahara (Mali) 2º
  - Transvulcania (Spagna) 10º
  - Marathon des Sables (Marocco) 13º
  - Runiceland (Islanda) 1º
- 2011:
  - Marathon des Sables (Marocco) 12º
  - Runiceland (Islanda) 2º
  - Oman Raid (Oman) 2º
  - Magredi Mountain Trail (Italia) 3º
  - Sardinia Ultramarathon (Italia) 4º
- 2012
  - Marathon des Sables (Marocco)  14º
  - Carrera de Baja (Mexico) 1º
- 2013
  - Marathon des Sables (Marocco)   14º
  - Carrera e Baja (Mexico) 2º
- 2014
  - Sahara Marathon (Algeria) 3º
  - 100 km del Caribe (Republica Dominicana) 3º
  - Marathon des Sables (Marocco)  23º
  - St. Lary Patou Trail Sky Marathon (Francia) 10º
  - Marathon des Sables (Marocco)  16º
- 2016
  - Ultra Bolivia Race (Bolivia) 1º
- 2017 
  - Ultra Africa Race (Mozambico) 1º[4]

## Il film-documentario
È stato realizzato, ad opera dei registi Paolo Casalis e Stefano Scarafia, un film-documentario dedicato a Marco Olmo, dal titolo Il Corridore - The Runner.
Il film, sottotitolato in lingua inglese, francese e spagnola, racconta un'intera stagione agonistica del corridore di Robilante, quella del 2008, oltre a ripercorrere le tappe di una entusiasmante carriera sportiva.
Il film si sofferma in modo particolare sull'aspetto umano, sul percorso personale e sul vissuto di Marco Olmo, le sue motivazioni, i suoi pensieri, le difficoltà di un atleta ormai sessantenne che si trova a gareggiare con gli atleti più forti al mondo nella sua specialità, l'Ultra-Trail.
Il linguaggio cinematografico è quello del documentario, che alterna lunghe pause di riflessione e introspezione nella vita del personaggio a momenti di esaltante racconto in presa diretta, in particolare nel finale, con il racconto dell'Ultra Trail du Mont Blanc.

## La Canzone
Nel 2009 il gruppo indipendente genovese Ex-Otago gli ha dedicato, nell'album Mezze stagioni, una canzone dal titolo Marco Corre, canzone con cui hanno concorso alla selezione Sanremo Nuova Generazione 2010, risultando però esclusi.

## I libri
A ottobre 2009 è uscito il libro Correre è un po' come volare - conversazioni con Marco Olmo scritto dal giornalista Franco Faggiani, 
Nel settembre 2012 è uscito il secondo libro  Il corridore - Storia di una vita riscattata dallo sport scritto dallo stesso Olmo in collaborazione con Gaia De Pascale ed edito da "Ponte alle Grazie", casa editrice di Adriano Salani Editore SpA.
Nell'ottobre 2016 è uscito il terzo libro Il miglior tempo. Esercizio, alimentazione e stile di vita per essere sani e attivi a tutte le età scritto insieme ad Andrea Ligabue.
Nel 2018 è uscito il suo quarto libro Correre nel grande vuoto.